# Cowes
Pour les articles homonymes, voir Cowes (homonymie).
Cowes (prononciation : kaʊz) est un port de l'île de Wight, situé sur les rives du Solent, le bras de mer qui sépare l'île du reste de l'Angleterre et à l'ouest de l'embouchure de la principale rivière insulaire, le Medina qui la sépare de East Cowes à laquelle elle est reliée par un bac à câble.
Sa population était de 9 663 habitants en 2001.
Cette ville est très connue dans le monde de la voile puisqu'elle est le siège de nombreux clubs nautiques, dont le plus prestigieux du Royaume-Uni, le Royal Yacht Squadron.

## Personnalités
- Albert Ketèlbey y est mort en 1959.
- Jeremy Irons, acteur, y est né en 1948.
- Lee Bradbury, footballeur, y est né en 1975.
- Mark King, musicien, y est né en 1958.
- John Kenyon, poète et mécène, y est mort en 1856.